# Łobudzice (powiat zduńskowolski)
Łobudzice – wieś w Polsce położona w województwie łódzkim, w powiecie zduńskowolskim, w gminie Szadek.
W latach 1975–1998 miejscowość należała administracyjnie do województwa sieradzkiego.
Przed II wojną światową Łobudzice były zasiedlone przez Niemców, którzy po jej zakończeniu opuścili wieś. Na dawnym cmentarzu ewangelickim pochowano sześciu żołnierzy niemieckich wymienionych z nazwiska i czterech nieznanych poległych w październiku i listopadzie 1914.